# Gippsland

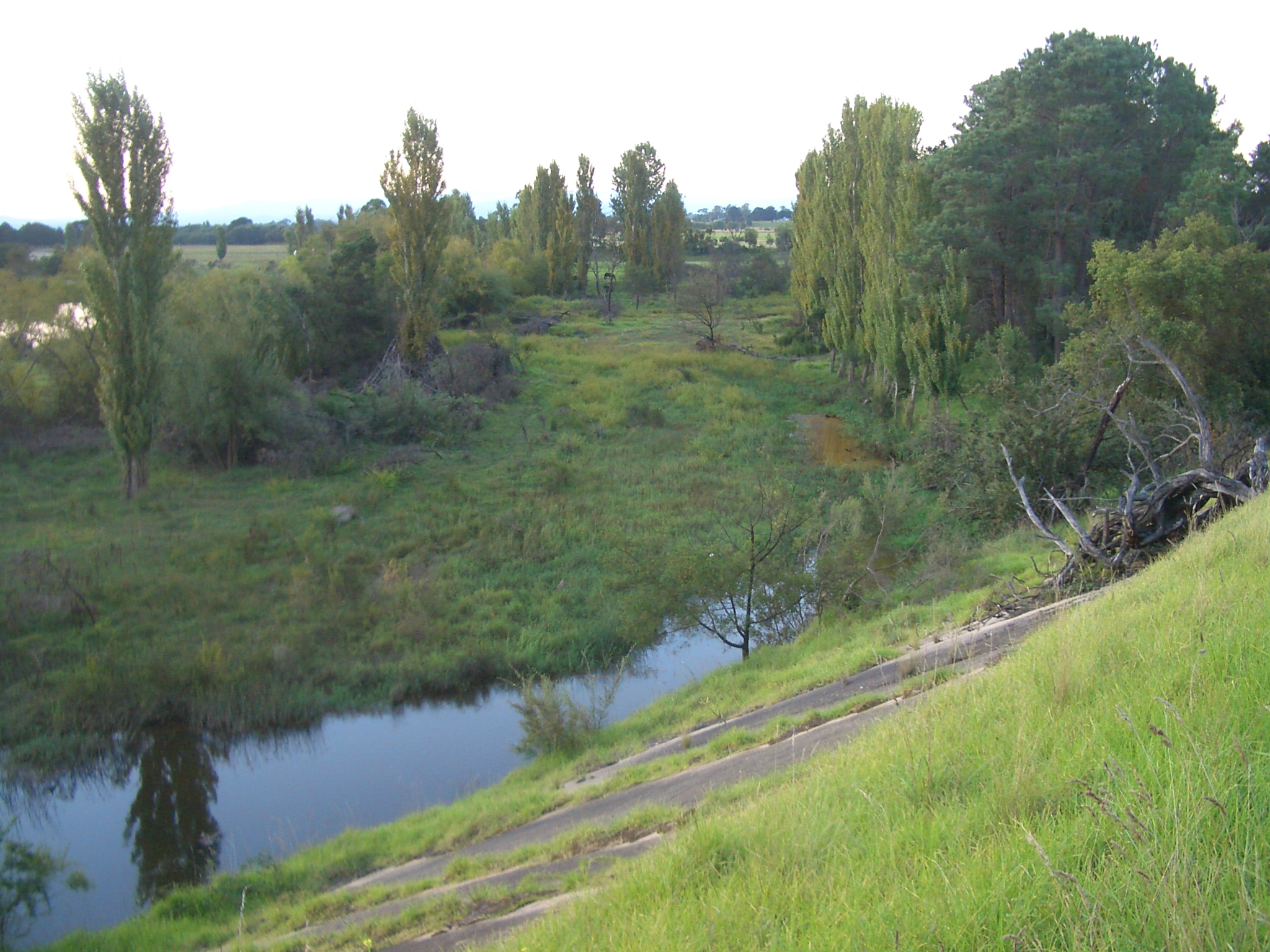
Krajina v údolí řeky Avon

Gippsland je oblast v australském státě Victoria, ležící východně od Melbourne a jižně od Australských Alp. Má rozlohu 41 556 km² a žije v něm 255 718 obyvatel (sčítání 2011). Gippsland má mírné vlhké klima a je vyhlášený vyspělým zemědělstvím a agroturistikou. V minulosti se zde těžilo zlato, dnes představují hlavní nerostné bohatství ropa a hnědé uhlí. Při pobřeží Bassova průlivu leží rozsáhlá chráněná oblast zvaná Gippslandská jezera.
Původními obyvateli Gippslandu byli příslušníci kmene Gunaikurnai. Ve čtyřicátých letech 19. století oblast prozkoumal cestovatel polského původu Paweł Edmund Strzelecki a pojmenoval ji podle George Gippse, tehdejšího guvernéra Nového Jižního Walesu. Osídlování regionu je spjato s neblahou událostí nazvanou Únos bělošky v Gippslandu, kdy roku 1846 policie zmasakrovala desítky domorodců na základě nepodloženého obvinění, že drží v zajetí bílou ženu. V únoru 1898 oblast postihly rozsáhlé lesní požáry, známé jako Rudé úterý.
Endemickým obyvatelem Gippslandu je Megascolides australis, největší druh žížaly na světě, dosahující až třímetrové délky.
Ve městě Morwell sídlil v letech 1963 až 2001 fotbalový klub Gippsland Falcons, účastník nejvyšší soutěže A-League.